# Bridget Jones (série de films)
Pour les articles homonymes, voir Bridget Jones (homonymie).
La série Bridget Jones est une franchise cinématographique qui se compose de films de comédie romantique basés sur la série de livres du même nom d'Helen Fielding. Avec Renée Zellweger, avec un casting de soutien, les films suivent les événements de la vie des personnages principaux Bridget Jones, Mark Darcy et Daniel Cleaver et explorent leurs relations respectives.
Le premier film a été un succès au box-office et a été accueilli avec éloges par la critique. Le deuxième film a reçu un accueil mitigé et négatif, mais a connu un succès commercial. Le troisième film a rencontré un succès critique et commercial,. Un quatrième film est sorti en salles en février 2025 sur la plupart des marchés, à l'exception de Peacock aux États-Unis.

## Films
| Film                            | Date de sortie Royaume-Uni | Date de sortie France | Réalisation    | Scénaristes                                                 | Producteurs                                  | Producteurs |
| ------------------------------- | -------------------------- | --------------------- | -------------- | ----------------------------------------------------------- | -------------------------------------------- | ----------- |
| Le Journal de Bridget Jones     | 13 avril 2001              | 10 octobre 2001       | Sharon Maguire | Andrew Davies, Richard Curtis & Helen Fielding              | Tim Bevan, Eric Fellner & Jonathan Cavendish |             |
| Bridget Jones : L'Âge de raison | 12 novembre 2004           | 8 décembre 2004       | Beeban Kidron  | Adam Brooks, Andrew Davies, Richard Curtis & Helen Fielding | Tim Bevan, Eric Fellner & Jonathan Cavendish |             |
| Bridget Jones Baby              | 16 septembre 2016          | 5 octobre 2016        | Sharon Maguire | Dan Mazer, Emma Thompson & Helen Fielding                   | Tim Bevan, Eric Fellner & Debra Hayward      |             |
| Bridget Jones : Folle de lui    | 13 février 2025            | 12 février 2025       | Michael Morris | Dan Mazer, Abi Morgan & Helen Fielding                      | Tim Bevan, Jo Wallett & Eric Fellner         |             |

### Le Journal de Bridget Jones(2001)
Bridget Jones est une Britannique d'une trentaine d'années, qui boit beaucoup et fume comme une folle, et qui essaie de garder sa vie amoureuse en ordre tout en gérant son travail d'éditrice. Lorsqu'elle assiste à une fête de Noël avec ses parents, ils essaient de lui présenter le fils de leurs voisins, Mark. Après avoir été snobée par Mark, elle commence à tomber amoureuse de son patron Daniel, un bel homme qui commence à lui envoyer des e-mails suggestifs qui mènent à un dîner. Daniel révèle que lui et Mark ont fréquenté l'université ensemble, à cette époque, Mark a eu une liaison avec sa fiancée. Bridget décide de trouver un nouvel emploi en tant que présentatrice de télévision après avoir découvert que Daniel était en train de s'amuser avec un collègue. Lors d'un dîner, elle rencontre Mark qui lui exprime son affection, Daniel prétend qu'il veut récupérer Bridget, les deux se battent pour elle et Bridget doit décider avec qui elle veut être.

### Bridget Jones: L'Âge de raison(2004)
Bridget vit actuellement une vie heureuse avec son petit ami avocat Mark Darcy, mais non seulement elle commence à devenir menacée et jalouse du nouveau jeune stagiaire de Mark, mais elle est également en colère par le fait que Mark soit un électeur conservateur. Avec tant de problèmes déjà en jeu, les choses empirent pour Bridget lorsque son ex-amant, Daniel Cleaver, revient dans sa vie ; la seule aide dont elle dispose sont ses amis et son journal fiable.

### Bridget Jones Baby(2016)
Bridget Jones est aux prises avec sa situation de vie actuelle, notamment sa rupture avec son amour Mark Darcy. Elle avance et travaille dur pour trouver l'épanouissement dans sa vie, ce qui semble faire des merveilles, jusqu'à ce qu'elle rencontre un Américain fringant et beau nommé Jack Quant. À partir de ce moment-là, tout se passe bien, jusqu'à ce qu'elle découvre qu'elle est enceinte, mais le plus grand rebondissement de tout, c'est qu'elle ne sait pas si Mark ou Jack est le père de son enfant.

### Bridget Jones: Folle de lui(2025)
Bridget Jones, désormais mère célibataire veuve, navigue entre les défis de la parentalité, du travail et des rencontres modernes avec le soutien de ses amis, de sa famille et de son ancien partenaire, Daniel Cleaver. Alors qu'elle revient dans le monde des rencontres, elle se retrouve poursuivie par un homme plus jeune tout en nouant une connexion inattendue avec le professeur de sciences de son fils.

## Réception

### Performance au box-office
| Film                            | Recettes brutes au box-office | Recettes brutes au box-office | Recettes brutes au box-office | Classement au box-office       | Classement au box-office | Budget                  | Ref.  |
| Film                            | Amérique du Nord              | Autre territoires             | Mondial                       | Tout le temps Amérique du Nord | Tout le temps mondial    | Budget                  | Ref.  |
| ------------------------------- | ----------------------------- | ----------------------------- | ----------------------------- | ------------------------------ | ------------------------ | ----------------------- | ----- |
| Le journal de Bridget Jones     | 71 543 427 $                  | 210 386 368 $                 | 281 929 795 $                 | #996                           | #421                     | 25 millions de dollars  | [ 1 ] |
| Bridget Jones : L'Âge de raison | 40 226 215 $                  | 222 294 509 $                 | 262 520 724 $                 | #1 895                         | #458                     | 40 millions de dollars  | [ 4 ] |
| Le bébé de Bridget Jones        | 24 252 420 $                  | 187 700 000 $                 | 211 952 420 $                 | #2 893                         | #642                     | 35 millions de dollars  | [ 5 ] |
| Bridget Jones : Folle de garçon |                               | 131 595 199 $                 | 131 595 199 $                 |                                |                          | 50 millions de dollars  | [ 7 ] |
| Totaux                          | 136 022 062 $                 | 751 976 076 $                 | 887 998 138 $                 |                                |                          | 150 millions de dollars | [ 8 ] |

### Réponse critique et publique
| Film                            | Rotten Tomatoes | Métacritique | CinemaScore |
| ------------------------------- | --------------- | ------------ | ----------- |
| Le journal de Bridget Jones     | 79% (164 avis)  | 66 (33 avis) | B+          |
| Bridget Jones : L'Âge de raison | 27% (151 avis)  | 44 (37 avis) | B+          |
| Bridget Jones Baby              | 78% (210 avis)  | 59 (42 avis) | B+          |
| Bridget Jones : Folle de lui    | 89% (115 avis)  | 73 (27 avis) | TBA         |